# Sietas Typ 141
Der Typ 141 ist ein ConRo-Mehrzweckschiffstyp der Sietas-Werft in Hamburg-Neuenfelde. Es wurde nur ein Schiff dieses Typs gefertigt, die Polaris.

## Geschichte
Das Typschiff Polaris (Baunummer: 993, IMO-Nummer: 8716100) wurde von der Reederei Heinz Corleis aus Drochtersen ursprünglich unter dem Namen Odin geordert. Die Kiellegung erfolgte am 18. April 1988, der Stapellauf am 4. Juli 1988 und die Probefahrt am 20. September 1988. Das Schiff wurde am 29. September 1988 mit dem Namen Polaris an Reederei Corleis abgeliefert. Der Einsatzzweck ist der kombinierte Transport von Zellulose, Papier, Containern und Massengütern. Reederei Corleis setzte die Polaris zunächst im langjährigen Zeitcharter für Finncarriers in der Papierfahrt von Finnland nach La Pallice und Bilbao ein. Im Jahr 2015 wurde sie von der finnischen Meriaura Group erworben und in Polaris VG umbenannt. Im Oktober 2022 bekam das Schiff durch einen Eignerwechsel seinen ursprünglichen Namen zurück.

## Technik

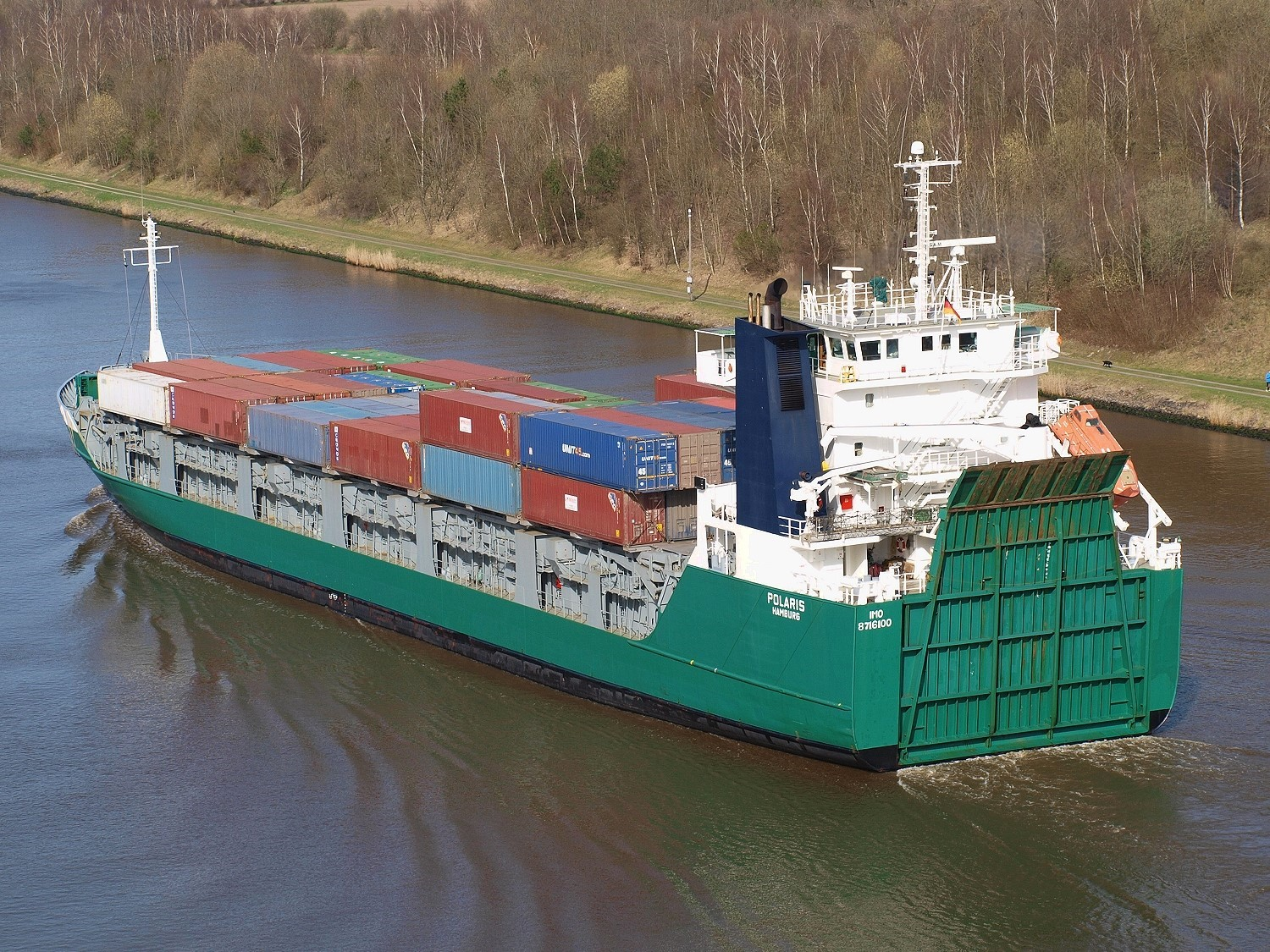
Heckansicht der Polaris

Die Polaris hat eine Gesamtlänge von 123,87 m (114,20 m Lpp, 115,43 m Freibordlänge) und eine Breite von 20,20 m. Die Höhe vom Kiel bis zum Oberdeck beträgt 9,40 m, der maximale Tiefgang 6,18 m. Der besonders verstärkte Rumpf besitzt die deutsche Eisklasse E4 und wurde in Sektionsbauweise zusammengefügt. 
Der einzelne 103,40 m lange und 17,10 m breite Laderaum mit einem Rauminhalt von 340.000 Kubikfuß (9627 m3) verfügt über zwei Decks und ist für den Transport von Containern und den Transport von Gefahrgutcontainern ausgerüstet, wobei serienmäßig keine Cellguides eingebaut wurden. Durch die Form des Laderaums ist der Schiffstyp besonders gut in der Zellulose- oder Paketholzfahrt einsetzbar. Die hintere Laderampe ist 10 m × 14 m groß und ermöglicht die Beladung mit rollender Ladung aller Art. Darüber hinaus ist das Schiff mit Getreideschotten für die Unterteilung von unterschiedlichen Ladungen ausgerüstet. Es wurden schwergutverstärkte hydraulisch betätigte Faltlukendeckel des Herstellers MacGregor/Navire verbaut, die mit 1,75 t/m² belastet werden können. Die Größe der Lukendeckel beträgt 90,00 m × 17,10 m. Die Tankdecke ist für eine Belastung von 6 t/m² ausgelegt. 
Angetrieben wird das Schiff von einem 4700 kW leistenden Wärtsilä-R646-Dieselmotor, der auf einen Verstellpropeller wirkt, die An- und Ablegemanöver werden von einem Bugstrahlruder mit 410 kW Leistung unterstützt.